# Лэнгстонский университет
Лэнгстонский университет (англ. Langston University) — общественный исторически чёрный университет земельных грантов в Лэнгстоне, штат Оклахома, США, в 10 милямх (16 км) к западу от центра округа Логан Гатри. Основан в 1897 году в соответствии с актом Моррилла как Оклахомский цветной сельскохозяйственный и педагогический университет (англ. Oklahoma Colored Agricultural and Normal University). По состоянию на осень 2024 года в нём обучается 1937 студентов. Единственное исторически чёрное высшее учебное заведение в штате и самое северное в стране среди заведений с четырёхлетним обучением.

## История
В июле 1892 года афроамериканцы Оклахомы впервые подали петицию о создании в Лэнгстоне колледжа. Он в конечном итоге был основан 12 марта 1897 года в соответствии с актом Моррилла как Оклахомский цветной сельскохозяйственный и педагогический университет (англ. Oklahoma Colored Agricultural and Normal University). Согласно акту, штаты, имеющие колледжи земельных грантов (такие как Сельскохозяйственный и технический колледж территории Оклахома), в качестве условия получения федеральных средств должны были либо принимать афроамериканцев, либо предоставлять им альтернативное заведение для обучения. Университет был открыт 3 сентября 1898 года в пресвитерианской церкви с первоначальным бюджетом в 5 000 долларов. Первым президентом университета стал Инман Эдвард Пейдж.
В 1941 году университет был переименован в Лэнгстонский университет (англ. Langston University) в честь города и Джона Мерсера Лэнгстона. Джона Мерсера Лэнгстона, борца за гражданские права, первого афроамериканца-члена Конгресса от Виргинии, основателя Школы права Говардского университета и генерал-консула США на Гаити. С 1947 по 1964 год в Лэнгстоне преподавал поэт Мелвин Беонорус Толсон. В 1948 году стал членом Ассоциации американских колледжей, Северо-Центральной ассоциации колледжей и школ и Американской ассоциации колледжей педагогического образования. Он также стал аффилированным с Государственным департаментом в подготовке иностранных студентов и граждан.
В 1979 году в Талсе и Оклахома-Сити были созданы городские центры старших колледжей. К 1980-м количество белых и цветных студентов сравнялось. В то же время университет начал сотрудничать с иностранными государствами в рамках сельскохозяйственных исследований: они проводились на Ближнем Востоке и в Эфиопии. В 1988 году Управление высшего образования Оклахомы разрешило университету присуждать степени магистра. В 1990-х в рамках первого в стране соглашения между высшим учебным заведением и Национальной гвардией был создан Военный центр Рэнди Пондера. В 2002 году центр в Талсе был преобразован в отдельный кампус, изначально находясь в одном здании с Университетом штата Оклахома, а в 2009 году переехал в собственное здание.
В августе 2021 года президент Кент Джей Смит-младший объявил, что университет будет использовать средства на борьбу с COVID-19 для погашения долгов студентов, зачисленных в период с весны 2020 по лето 2021 года, на сумму 4,65 миллиона долларов. 30 марта 2023 года в кампусе в Талсе была открыта Школа сестринского дела и медицинских профессий. 2 августа 2024 года её здание площадью 17 000 квадратных футов было переименовано в Jack Henderson Allied Health Facility. В том же году в отдельное здание переехал кампус в Оклахома-Сити.

## Образование
В состав Лэнгстонского университета входят: Школа сельского хозяйства и прикладных наук Шермана Льюиса; Школа искусств и естественных наук; Школа бизнеса; Школа образования и поведенческих наук; Школа сестринского дела и медицинских профессий; и Школа физической реабилитации. Университет предлагает в общей сложности 30 программ бакалавриата и шесть программ магистратуры. В 2005 году университет получил аккредитацию на присуждение докторской степени по физической реабилитации (DPT). Это единственная докторская программа университета и одна из двух программ DPT в штате.